# Gamakia
Gamakia is een monotypisch geslacht van spinnen uit de  familie van de Anyphaenidae (buisspinnen).

## Soort
- Gamakia hirsuta Ramírez, 2003